# Pedro de Lucena Dias
Pedro de Lucena Dias (Pirpirituba, 23 de outubro de 1921 – Natal, 4 de março de 2019), foi um médico, professor e político brasileiro que representou o Rio Grande do Norte como deputado federal.

## Biografia
Filho de Eustáquio Dias Fernandes e Noêmia de Lucena Dias. Médico formado em 1953 pela Universidade Federal de Pernambuco, especializou-se em cirurgia plástica no ano seguinte na mesma instituição. Também em 1954 voltou à Paraíba onde permaneceu por sete anos e neste período foi chefe do serviço médico do Departamento de Correios e Telégrafos (DCT) e encarregado do Dispensário Estadual da Lepra no governo Dinarte Mariz, sendo que concluiu, em 1961, o curso do Serviço Nacional da Lepra em João Pessoa e após migrar para o Rio Grande do Norte foi professor da Faculdade de Medicina da Universidade Federal do Rio Grande do Norte.
Ambientado à política potiguar, elegeu-se deputado estadual via PTN em 1962, ingressou no MDB quando o Regime Militar de 1964 impôs o bipartidarismo graças ao Ato Institucional Número Dois sendo reeleito em 1966. Neste mesmo ano assumiu a vice-presidência do diretório estadual do MDB, onde permaneceu por dez anos. Correligionário de Aluizio Alves, foi eleito deputado federal em 1970, 1974 e 1978, integrou o PP mediante o fim do bipartidarismo e pouco depois filiou-se ao PMDB, sendo candidato a vice-governador quando Alves foi candidato ao Palácio Potengi em 1982, mas foram derrotados pela chapa do PDS liderada por José Agripino Maia e Radir Pereira de Araújo.
Com a instauração da Nova República, Wilma de Faria foi candidata a prefeita de Natal pelo PDS tendo Pedro Lucena como candidato a vice-prefeito pelo PFL, mas a vitória coube ao PMDB com Garibaldi Alves Filho e Roberto Furtado. Em 1986 Lucena disputou sua última eleição figurando como suplente de deputado estadual via PFL. Desde então dedicou-se apenas à medicina.
Conforme o Centro de Pesquisa e Documentação da Fundação Getulio Vargas, em 2009 seu nome constava num edital de convocação expedido pelo PT para regularizar sua inscrição no cadastro nacional de filiados à legenda.